# Gryon radiculare
Gryon radiculare är en stekelart som beskrevs av Lubomir Masner 1983. Gryon radiculare ingår i släktet Gryon och familjen Scelionidae. Inga underarter finns listade i Catalogue of Life.